# Джо Паблик
«Джо Па́блик» (англ. Joe Public F.C.) — бывший тринидадский футбольный клуб из города Арука. Проводил домашние матчи на «Марвин Ли Стэдиум» в Тунапуне.

## История
Футбольный клуб «Джо Паблик» был создан в 1996 году президентом КОНКАКАФ Джеком Уорнером. В 1998 году клуб выиграл полупрофессиональный чемпионат Тринидада и Тобаго. В 1999 году «Джо Паблик» стал одним из восьми клубом, образовавших тринидадскую профессиональную футбольную лигу. После сезона 2003/04 клуб отказался от участия в Про-лиге по финансовым обстоятельствам и добровольно опустился в Национальную супер-лигу, второй по уровню дивизион. Проведя два сезона в подэлитном дивизионе, клуб в 2006 году вернулся в высшую лигу с триумфом, одержав победу в чемпионате. В 2009 году клуб выиграл свой третий чемпионский титул. После сезона 2010/11 клуб вновь добровольно понизился в классе. Перед началом сезона Национальной супер-лиги 2014/15 «Джо Паблик» снялся с участия в чемпионате.

## Достижения
Национальные
- Чемпион Тринидада и Тобаго (3): 1998, 2006, 2009
- Обладатель Кубка Тринидада и Тобаго (3): 2001, 2007, 2009
- Обладатель Кубка лиги Тринидада и Тобаго (1): 2010
- Победитель Trinidad and Tobago Classic (2): 2007, 2009
- Победитель Trinidad and Tobago Pro Bowl (2): 2009, 2011
- Победитель Национальной супер-лиги (3): 2004, 2005, 2011

Континентальные
- Победитель Карибского клубного чемпионата (2): 1998, 2000